# Golftange

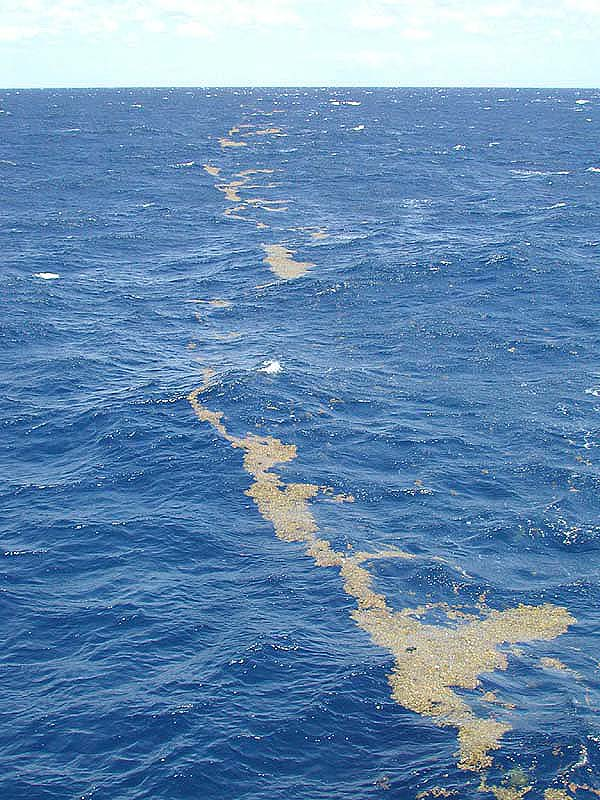
Frei schwimmendes Sargassum in der Sargassosee

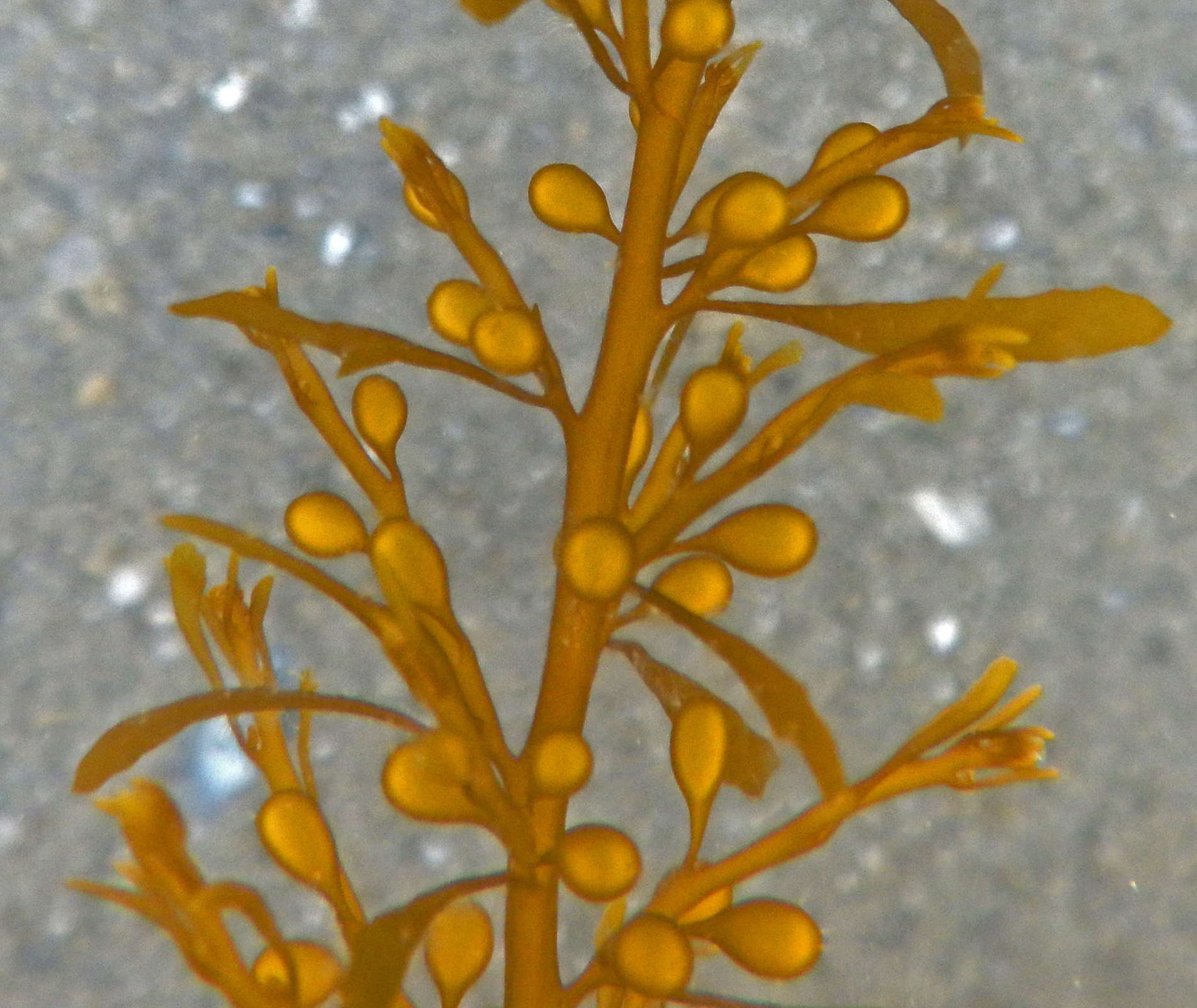
Sargassum muticum, eine vielerorts invasive Art

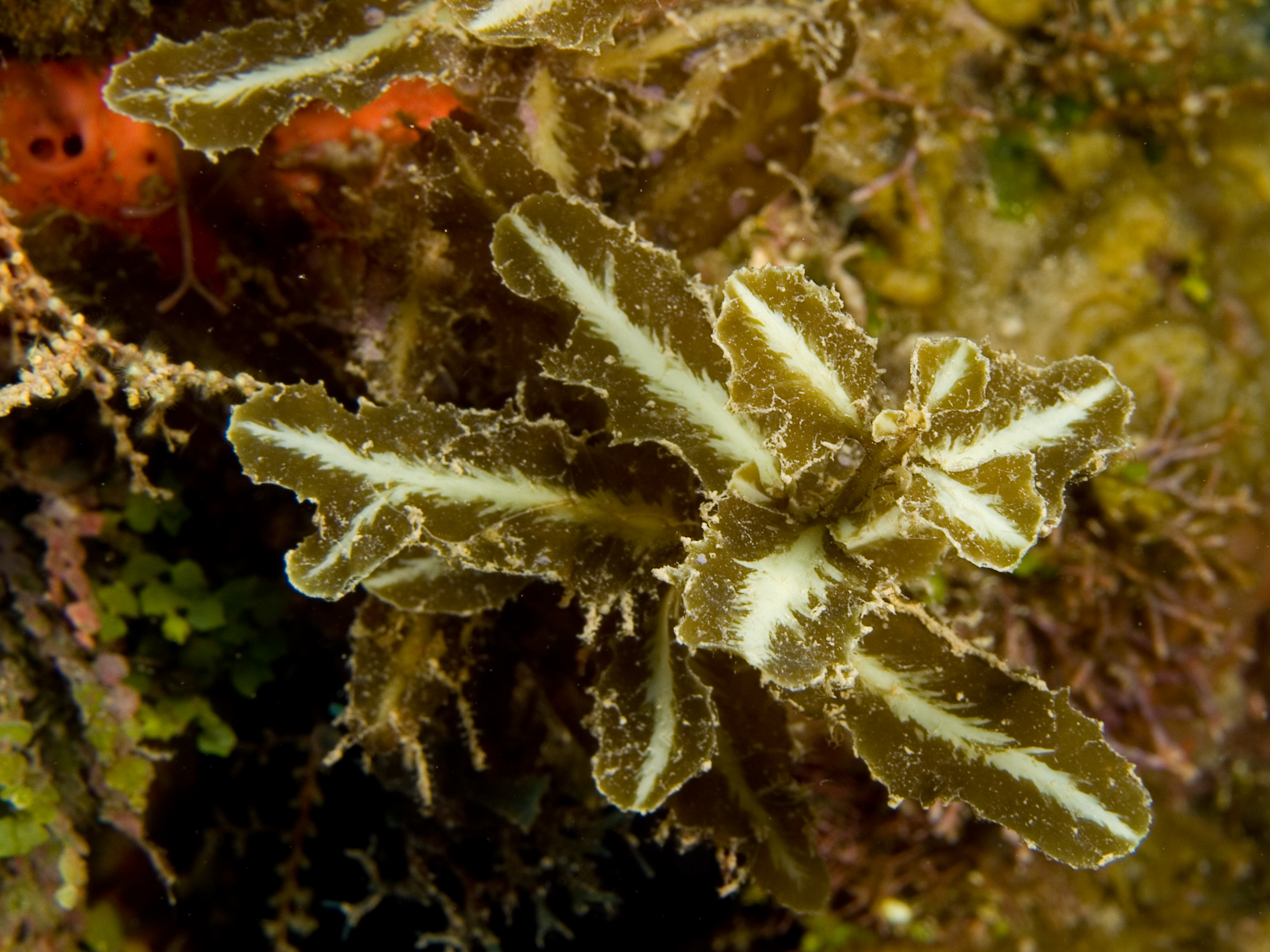
Sargassum hystrix

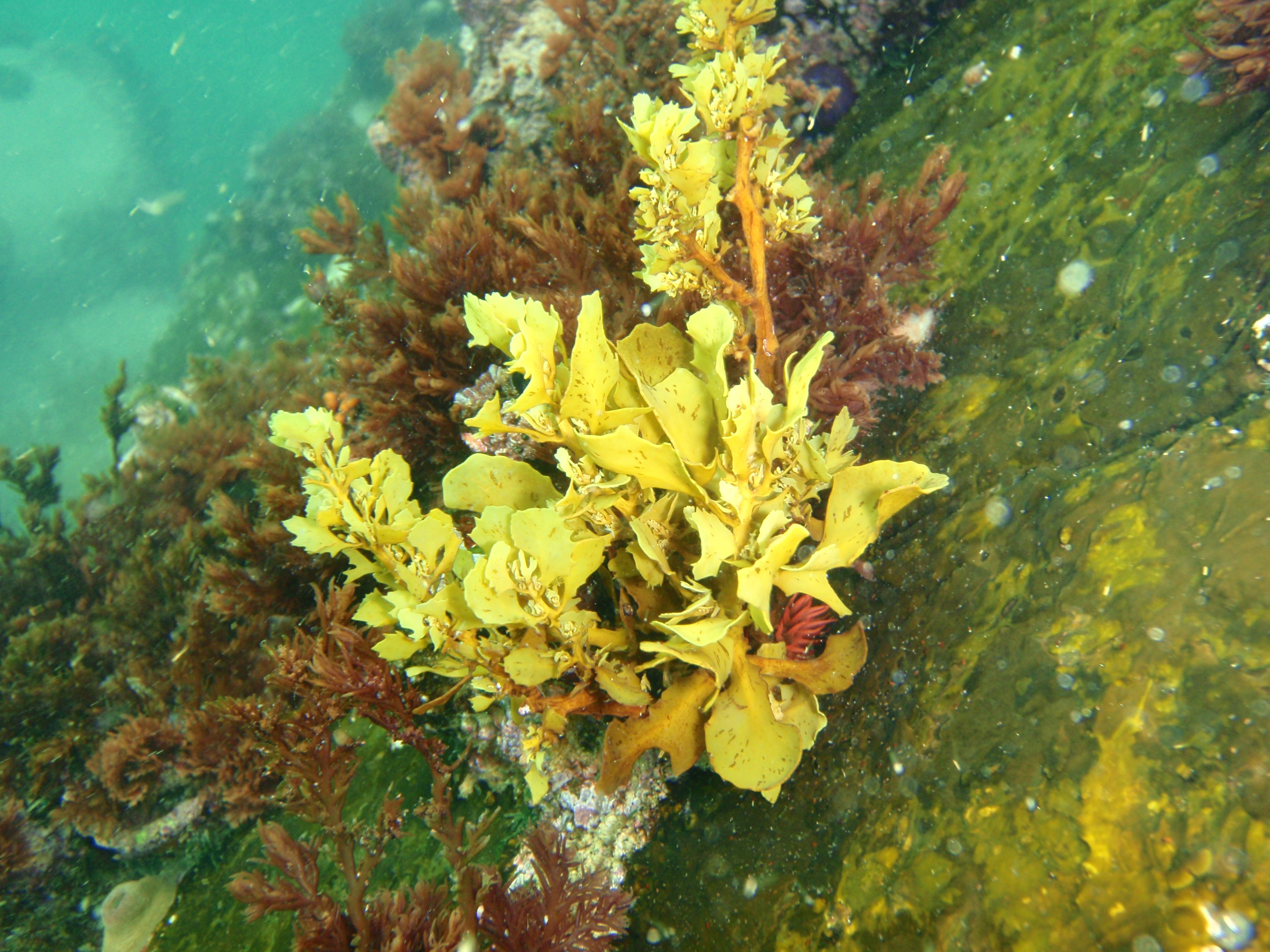
Sargassum incisifolium

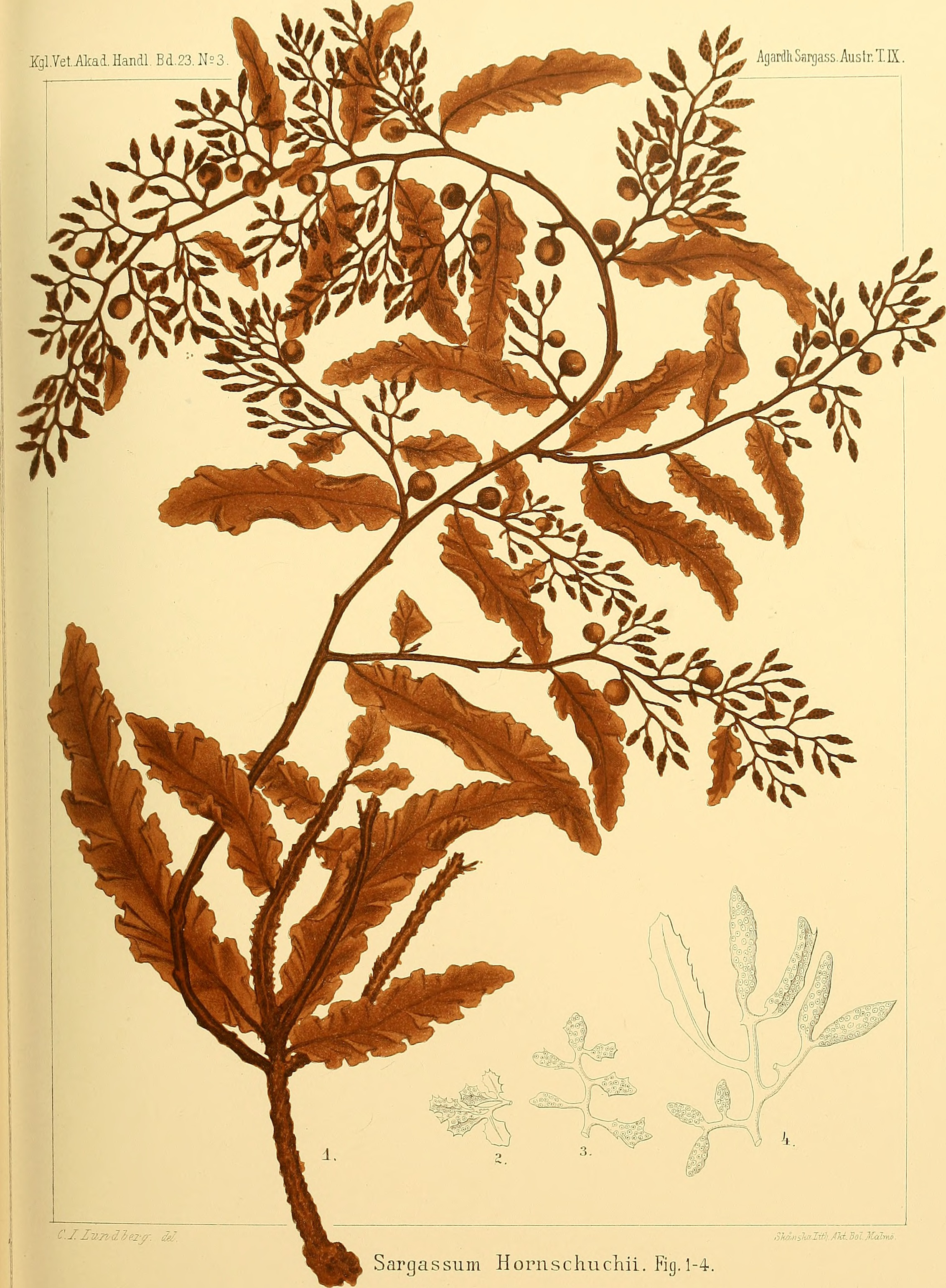
Sargassum hornschuchii, Illustration

Die Golftange (Sargassum) sind eine äußerst artenreiche Gattung der Braunalgen. Sie kommen festgewachsen – manche Arten auch frei schwimmend – weltweit in den wärmeren Meeren vor.

## Beschreibung

### Gestalt
Die Größe der Algen schwankt zwischen 10 Zentimetern und mehr als 2 Metern, selten wurden bis 16 Meter große Exemplare beobachtet. Aus einem scheibenförmigen oder konischen Rhizoid entspringen ein oder wenige stielrunde bis abgeflachte Stängel (Cauloide), die zwischen einem und 20 Zentimetern lang sein können. Diese treiben alljährlich 10 cm bis gut 2 Meter lange Seitentriebe, die am Ende der Vegetationsperiode abgeworfen werden. Die primären Äste stehen zweizeilig oder wirtelig am Cauloid, sind stielrund, dreikantig oder abgeflacht und zwei- oder dreizeilig oder wirtelig verzweigt. 
Die unteren (proximalen) Seitenzweige können wiederum verzweigt oder unverzweigt sein und sind häufig blattförmig, mindestens aber abgeflacht, und (1–)3–15(–25) mm breit; wenn blattförmig (Phylloide), können sie ganzrandig oder gezähnt sein.
Die meisten Arten bilden Schwimmblasen (Pneumatocysten), welche die Stelle von Fiederblättchen vertreten können oder in den Achseln der Phylloide sitzen. Diese sind ei- bis fast kugelförmig und können zugespitzt und/oder gestielt sein.

### Fortpflanzung
Die Golftange können ein- oder zweihäusig sein, mit getrenntgeschlechtlichen oder zwittrigen Receptacula, welche in den Achseln von Seitenzweigen erster oder zweiter Ordnung (Phylloiden oder Fiedern) gebildet werden. Sie stehen meist in verzweigten Büscheln, selten einzeln. Die Conceptacula auf ihrer Oberfläche reifen von unten nach oben, wobei das Receptaculum oben weiterwächst. Die Receptacula können rund oder abgeflacht mit glatter, warziger oder stachliger Oberfläche sein.

### Anatomie
Die Cauloide und ihre Äste bestehen aus einem Mark aus verlängerten (im Zentrum allerdings isodiametrischen) Zellen, das von einem Plastiden enthaltenden Meristoderm umgeben ist. Das Längenwachstum geht von einer dreischneidigen Scheitelzelle aus, die in die Triebspitze eingesenkt ist.

## Vorkommen
Die Golftange sind weltweit in den tropischen und wärmeren Meeren verbreitet. Die meisten Arten siedeln festgewachsen vor den Küsten (benthisch) (gelegentlich können losgerissene Äste im Meer treiben). Entlang der Küsten bilden sie Sargassum-„Wälder“ (Tangwald), die einen besonderen Lebensraum für kleine Krabben, Würmer und andere Meerestiere bieten. Man vermutet einen erheblichen Teil der Primärproduktion der Biomasse in diesen Algen-Wäldern.
Seit 2011 kommt es zu einem vermehrten Auftreten der Sargassum-Tange im Atlantik, die zu einer regelrechten Plage auswächst und 2018 einige Inseln den Notstand ausrufen ließ. In diesem Jahr wurde auch die größte Makroalgenblüte gefunden. Sie bedeckte eine Meeresfläche von 6.317 km². Die Algenblüte wurde auf 8,9 Millionen Tonnen Biomasse geschätzt und erstreckte sich über 8.300 km vom Golf von Mexiko bis zur Westküste Afrikas. 2019 erreichte der von Forschern als „Großer Atlantischer Sargassum-Gürtel“ bezeichnete Braunalgenteppich seine bisherige Höchstlänge. Er reicht von Westafrika bis in die Karibik und besteht aus schätzungsweise 20 Millionen Tonnen Tang. Als Ursache werden Überdüngung und Abholzen der Amazonas-Regenwälder vermutet.
Die Gattung umfasst auch zwei rein pelagische beziehungsweise planktische Arten (Sargassum natans und Sargassum fluitans); diese treiben frei im Oberflächenwasser, beispielsweise in der Sargassosee, die nach dem Sargassum benannt ist. Ihre Vermehrung verläuft nur vegetativ durch den Zerfall des Thallus.

## Systematik
Die Gattung Sargassum wurde 1820 von Carl Adolph Agardh aufgestellt (in: Species algarum, Band 1, S. 1).
Typusart der Gattung ist Sargassum bacciferum (Turner) C. Agardh, das heute als artgleich mit Sargassum natans (Linnaeus) Gaillon angesehen wird.
Die Gattung umfasst nach Strasburger etwa 250 Arten; in der Algaebase-Datenbank werden sogar 359 Artnamen akzeptiert.

### Arten (Auswahl)
- Sargassum acinarium (L.) Setchell: im warm-temperierten Ostatlantik (Kanaren, Westafrika), Mittelmeer, Karibik und Indischer Ozean
- Sargassum bermudense Grunow: in der Karibik
- Sargassum dentifolium (Turner) C. Agardh: im Indischen Ozean (Persischer Golf, Rotes Meer, vor Somalia)
- Sargassum desfontainesii (Turner) C. Agardh: im warm-temperierten Ostatlantik (Azoren, Madeira, Kanaren, Marokko)
- Sargassum elegans Suhr: im Südost-Atlantik (Südafrika) und Indischen Ozean (Südafrika, Mozambique)
- Sargassum fissifolium (Mertens) C. Agardh: im warm-temperierten Ostatlantik (Kanaren) und Australien
- Sargassum fluitans (Børgesen) Børgesen: in der Karibik und im Westpazifik (Philippinen)
- Sargassum fusiforme (Harvey) Setchell: an den Küsten Japans, Koreas und Chinas
- Sargassum grevillei J. Agardh: im Indopazifik (Indonesien, Indien, Thailand, Malaysia)
- Sargassum horneri (Turner) C.Agardh: im Pazifik (Korea, Japan)
- Sargassum ilicifolium (Turner) C. Agardh: im Indopazifik, Fidschi-Inseln, Australien und Indischer Ozean.
- Sargassum incisifolium (Turner) C. Agardh: im Indischen Ozean und Südost-Atlantik (Südafrika)
- Sargassum muticum (Yendo) Fensholt: ursprünglich in Japan heimisch, hochgradig invasiv, eingeschleppt jetzt in weiten Teilen von Nordost-Atlantik (auch in der Nordsee), Mittelmeer und Nordpazifik.
- Sargassum natans (L.) Gaillon
- Sargassum oligocystum Montagne: im Nordwest-Pazifik, Indopazifik, Pazifische Inseln und Australien
- Sargassum platycarpum Montagne: im warmen Ostatlantik (Kanaren, Kapverden), in der Karibik und vor Brasilien
- Sargassum polyceratium Montagne: in der Karibik, im Südwest-Atlantik (Brasilien) und Westpazifik (Philippinen)
- Sargassum tenerrimum J. Agardh: im Nordwest-Pazifik, Indischer Ozean, Indopazifik und Australien
- Sargassum vulgare C. Agardh: weit verbreitet im Nordost-Atlantik (Portugal, Spanien bis Kanaren), Mittelmeer, Karibik, Südost-Atlantik (Westafrika), Westpazifik (Philippinen) und Indischer Ozean